# Benigno Zaccheo
Benigno Zaccheo (* 5. Oktober 1812 in Brissago; † 7. Mai 1877 in Cannobio, Piemont) war ein Freidenker und radikalliberaler Schweizer Politiker aus dem Tessin.

## Leben
Er war der Sohn eines Kaufmannes (Pietro Zaccheo), seine Mutter hieß mit Geburtsnamen Maria Storelli. Er besuchte das Collegio Papio in Ascona, und von 1833 bis 1839 studierte Zaccheo an der Universität von Pavia (Italien) Medizin. Er wirkte als Arzt in Brissago, Ascona und Canobbio.
Von 1850 bis 1863 war Zaccheo Mitglied des Parlaments des Kantons Tessin. Für eine kurze Zeit, 1856 bis 1857, saß er im Ständerat, der kleinen Kammer des Schweizer Parlamentes. Er nahm mehrmals an bewaffneten Aufständen in Italien teil (Mailänder Aufstand von 1848, erster und zweiter italienischer Unabhängigkeitskrieg, Radikalen-Aufstand von 1855).